# 시카고 엔포서스
| 시카고 엔포서스 |                            |
| 콘퍼런스        | {{{콘퍼런스}}}             |
| 디비전          | 동부 디비전                |
| 설립연도        | 2001년                     |
| 해체연도        | 2001년                     |
| 역사            | 시카고 엔포서스 (2001년)   |
| 경기장          | 솔저 필드                  |
| 연고지          | 일리노이주 시카고          |
| 소유주          | World Wrestling Federation |
| 회장            |                            |
| 단장            | 코니 코왈                  |
| 감독            | 론 마이어                  |
| 리그 우승       |                            |
| 콘퍼런스 우승   | {{{콘퍼런스 우승}}}        |
| 디비전 우승     |                            |

시카고 엔포서스(Chicago Enforcers)는 일리노이주, 시카고를 연고지로 하는 XFL 동부 디비전 소속 미식축구 팀이다. 홈 경기장은 솔저 필드이다.